# Kylie Furneaux
Kylie Furneaux (* 29. Oktober 1973 in Adelaide, South Australia) ist eine australische Stuntwoman und Schauspielerin.

## Biografie
Furneaux begann ihre Tätigkeit als Stuntwoman 2000, als die erstmals für die Fernsehserie Andromeda eine Rolle übernahm. Nach der weiteren Teilnahme an einigen Fernsehfilmen und -serien erhielt sie eine Rolle für den Film Catwoman mit Halle Berry als Hauptdarstellerin, der 2004 in die Kinos kam. Im darauffolgenden Jahr übernahm sie Stuntszenen für die Comicverfilmung Elektra, im selben Jahr war sie auch für Fantastic Four tätig. Sie gab 2005 ebenfalls ihr Debüt als reine Schauspielerin, indem sie einen Auftritt in der Serie Masters of Horror hatte. Für den Film X-Men: Der letzte Widerstand spielte Furneaux einige Stunts. Sie wirkte ebenfalls in dem Film The Passage mit, der 2007 beim Toronto Film Festival erstmals aufgeführt wurde. Das Drehbuch für den Film schrieb ihr Mann, der Schauspieler und Drehbuchautor Neil Jackson. Im kommenden Jahr führte sie Szenen im Film Hancock mit Will Smith in der Hauptrolle aus und spielte dabei ein Stuntdouble. Im Film Push, bei dem ihr Ehemann auch mitspielte, wurde Furneaux als Stuntdouble für Camilla Belle engagiert.
Es sollen in der Zukunft zwei Filme erscheinen, zum einen Tron: Legacy, der 2010 erscheinen soll, für den Furneaux als Stuntwoman wieder aktiv sein wird. In Thor soll sie Jaimie Alexander bei Stuntszenen doublen.

## Filmografie

### Stunts (Auswahl)
- 2000: Andromeda (TV-Serie)
- 2001: Smallville (TV-Serie)
- 2004: Monster Islands (TV)
- 2004: White Chicks
- 2004: Catwoman
- 2004: Stargate Atlantis (TV-Serie)
- 2005: Supernatural (TV)
- 2005: Elektra
- 2005: Fantastic Four
- 2006: The Hunters (TV)
- 2006: X-Men: Der letzte Widerstand
- 2006: Gefallene Engel (TV)
- 2006: Blade – Die Jagd geht weiter (TV-Serie)
- 2006: Lieben und lassen
- 2007: The Passage
- 2008: Inseparable (TV)
- 2008: Hancock
- 2009: Push
- 2009: Das Kabinett des Doktor Parnassus
- 2009: Scooby-Doo! The Mystery Begins (TV)
- 2009: Stargate Universe (TV-Serie)
- 2009: 2012

### Schauspielerin
- 2005: Masters of Horror (TV-Serie)